# Teresa's Tattoo
Teresa's Tattoo (également connu sous le titre Natural Selection) est une comédie dramatique américaine de 1994, réalisée par Julie Cypher. Le film met en vedette Kiefer Sutherland, C. Thomas Howell, Nancy McKeon, Lou Diamond Phillips, Casey Siemaszko, Adrienne Shelly,K.D. Lang et Melissa Etheridge qui a également interprété des chansons pour le film. Il a été tourné à Los Angeles, Californie, USA.
Le film met en scène la mathématicienne Teresa (Adrienne Shelly) qui voulait juste étudier pendant les vacances de printemps du Collège. Mais ses amis, qui veulent qu’elle vive un peu, l’entraînent à des fêtes. La prochaine chose qu'elle sait, elle a été droguée, kidnappée, transformée en rouquine, tatouée et habillée de cuir?!? Ses ravisseurs semblent être les escrocs les plus inepte de tous les temps. Ils semblent avoir un plan, si seulement elle pouvait comprendre en quoi cela la concerne.
Teresa's Tattoo a été produit par CineTel Films, Trimark Pictures et Yankee Entertainment Group Inc. Il a été distribué par Trimark Pictures.

## Synopsis
Le film commence avec Gloria (Adrienne Shelly), qui est retenue en otage, dérange ses ravisseurs chargés de la surveiller, Mooney (Anthony Clark) et Titus (Matt Adler), en changeant la chaîne que les deux regardaient à la télévision et en sautant sur place devant le téléviseur. Titus gronde alors et prend la télécommande de Gloria et lui suggère d'aller se baigner dans la piscine à l'extérieur, ce qu'elle fait par la suite. En jouant dans la piscine, Gloria transporte un trampoline près du bord de la piscine et commence à sauter dessus avant de glisser et de tomber dans la piscine. Le film passe ensuite à une université où Teresa Brigger (également Adrienne Shelly), une étudiante diplômée en mathématique qui ressemble étrangement à Gloria, parle à son ami Bruno (Joe Pantoliano) de ses projets pour les prochaines vacances de printemps. Elle prévoit de ne pas célébrer les prochaines vacances et veut continuer à étudier les mathématiques. Le film revient à la piscine où Carl (C. Thomas Howell), le patron de Titus et Mooney, se présente pour trouver leur otage qui est censé être échangé plus tard dans le cadre d'un accord de rançon avec le frère de Gloria, Michael (Casey Siemaszko) et son associé, Wheeler (Lou Diamond Phillips) pour les boucles d'oreilles qu'elle porte qui sont secrètement des plans holographiques d'un programme spatial confidentiel de la NASA, mort après s'être noyé dans la piscine. Le trio décide alors de rechercher une fille qui ressemble à la défunte Gloria afin de pouvoir conclure l'affaire. Teresa et Bruno se rendent ensuite à un rassemblement où elle rencontre l'ami de Bruno et son ex-amoureux, Rick (Jonathan Silverman).

## Fiche technique
- Samuel Benedict (producteur)
- Lisa M. Hansen (productrice)
- Philip McKeon (producteur)
- Paul Hertzberg (producteur exécutif)
- Marc Rocco (producteur exécutif)
- Georgie Huntington (producteur associé)
- Catalaine Knell (coproductrice)
- Donald C. McKeon (coproducteur)
- Russell D. Markkowitz (producteur exécutif)

## Distribution
- Adrienne Shelly : Teresa/Gloria
- C. Thomas Howell : Carl
- Nancy McKeon : Sara
- Lou Diamond Phillips : Wheeler
- Casey Siemaszko : Michael
- Brian Davila : Elvis
- Jonathan Silverman : Rick
- Melissa Etheridge : La prostituée
- Anthony Clark : Mooney
- Tippi Hedren : Evelyn Hill
- Matt Adler : Titus
- k.d. lang : Michelle
- Sean Astin : Frère adoptif
- Kiefer Sutherland : Policier de quartier
- Nanette Fabray : Martha Mae
- Majel Barrett : Henrietta

## Bande sonore
- "2001" – Écrit et interprété par Melissa Etheridge
- "I Really Must Be Going" – Écrit et interprété par Melissa Etheridge
- "All American Girl" – Écrit et interprété par Melissa Etheridge
- "Do It For The Rush" – Écrit et interprété par Melissa Etheridge
- "Save Myself" – Écrit pas Melissa Etheridge, Interpretée par Mare Winningham
- "No Strings Attached" – Écrit par Simone Lazer et Audrey Koz, Interprétée par Betty Ball
- "When You're Near" – Écrit et interprétée par David Adjian
- "Pool Cue Music" – Écrit et interprétée par Richard Friedman
- "All Night Long" – Écrit par Mark Gast, Interprétée par Raging Storm
- "Betrayal of Kings" – Écrit par Mark Gast, Interprétée par Salem's Wych
- "Lover Lay Down" – Écrit et interprétée par K.O.
- "Alah" – Écrit et interprétée par Andrew Kereazies
- "I Feel You" – Écrit et interprétée par Andrew Kereazies
- "Silver Bullet" – Écrit par Leigh Lawson & Jack Marsh, Interprétée par Leigh Lawson
- "Coming Down On Me" – Écrit par Leigh Lawson & Pete Sadony, Interprétée par Leigh Lawson